# Педра-Бела
Педра-Бела (порт. Pedra Bela)  —  муниципалитет в Бразилии, входит в штат Сан-Паулу. Составная часть мезорегиона Кампинас. Входит в экономико-статистический  микрорегион Ампару. Население составляет 5954 человека на 2006 год. Занимает площадь 157,184 км². Плотность населения — 37,9 чел./км².
Праздник города —  6 апреля.

## История
Город основан в 1869 году.

## Статистика
- Валовой внутренний продукт на 2003 составляет 35.565.705,00 реалов (данные: Бразильский институт географии и статистики).
- Валовой внутренний продукт на душу населения на 2003 составляет 6.136,25 реалов (данные: Бразильский институт географии и статистики).
- Индекс развития человеческого потенциала на 2000 составляет 0,733 (данные: Программа развития ООН).

## География
Климат местности: горный тропический. В соответствии с классификацией Кёппена, климат относится к категории Cwb.